# Huwelijksmedaille 1937
De huwelijksmedaille 1937 is een herinneringsmedaille ontworpen ter viering van het huwelijk van prinses Juliana der Nederlanden en prins Bernhard van Lippe-Biesterfeld.

## Achtergrond
Sinds 1898 is het gebruikelijk om bij het vieren van huwelijken, bij jubilea en inhuldigingen van leden van het Koninklijk Huis een herinneringsmedaille in te stellen.
Toen  Juliana en Bernhard hun huwelijk voorbereidden ontving Toon Dupuis opdracht om een medaille te ontwerpen. Hij hield zich aan de traditie van over elkaar liggende hoofden zoals bij eerdere huwelijksmedailles. De prinses draagt een diadeem met parels en een parel als oorbel, de bruidegom het uniform van een Ritmeester der huzaren met drie sterren op zijn opstaande kraag en brandebourgs op zijn jas.
Op de door Jacob Jan van Goor ontworpen keerzijde staan de gespiegelde gekroonde monogrammen van bruid en bruidegom, J en B onder een kleine koningskroon. Rond de afsnede staat "1937 7 januari".
Het lint heeft zoals gebruikelijk kleuren uit het wapen van bruid en bruidegom. Geel en rood komen voor in het wapen van Lippe, De Nederlandse koningen kiezen sinds eeuwen voor oranje. De kleur nassaublauw werd weggelaten. Mecklenburg, de bruid was Hertogin van Mecklenburg-Schwerin is met een rood en lichtblauwe middenstreep vertegenwoordigd.
De zilveren medaille heeft een doorsnee van 27,8 millimeter en weegt circa twaalf gram. Het moirézijden lint is 27 millimeter breed. Men kan een miniatuur van de medaille dragen op een rokkostuum of gala-uniform maar er is, behalve de voor militairen gedachte baton, geen knoopsgatversiering voor het revers.
Er zijn ongeveer 1200 medailles uitgereikt. De militairen van het escorte, gasten en honderden medewerkers van het hof kregen een onderscheiding.
Waarschijnlijk is prins Bernhard zèlf een van de laatste dragers van de medaille geweest. Zie de Lijst van onderscheidingen van prins Bernhard der Nederlanden.
Museummedaille ·
Erepenning ·
Medaille van de Maatschappij tot Redding van Drenkelingen ·
Doggersbank-medaille ·
Broeder van de Orde van de Nederlandse Leeuw ·
Antwerpsche Medaille 1832 ·
Onderscheidingsteken voor Langdurige, Eerlijke en Trouwe Dienst ·
Eremedaille voor Kunst en Wetenschap ·
Eremedaille voor Voortvarendheid en Vernuft ·
De Ruyter-medaille ·
Regeringsmedaille ·
Medaille van het Carnegie Heldenfonds ·
Medaille van Verdienste van het Nederlandse Rode Kruis ·
Medaille voor trouwe dienst van het Nederlandse Rode Kruis ·
Erkentelijkheidsmedaille 1940-1945 ·
Inhuldigingsmedaille 1948 ·
Herinneringsmedaille Luchtbescherming 1940-1945 ·
Medaille van de Noord- en Zuid-Hollandsche Redding Maatschappij ·
Zilveren Anjer · 
Cultuurfonds Onderscheiding · 
Vrijwilligersmedaille Openbare Orde en Veiligheid ·
Vaardigheidsmedaille van de Nederlandse Sport Federatie ·
Inhuldigingsmedaille 1980 ·
Herinneringsmedaille VN-Vredesoperaties ·
Herinneringsmedaille Multinationale Vredesoperaties ·
Herinneringsmedaille Internationale Missies ·
Huwelijksmedaille 2002 ·
Herinneringsmedaille Buitenlandse Bezoeken ·
Marinemedaille ·
Landmachtmedaille ·
Marechausseemedaille ·
Luchtmachtmedaille
Zie ook: Ridderorden en onderscheidingen in Nederland